# Christa Harmotto
Christa Harmotto est une joueuse de volley-ball américaine née le 12 octobre 1986 à Sewickley (Pennsylvanie). Elle mesure 1,88 m et joue au poste de centrale. Elle totalise 124 sélections en équipe des États-Unis.

## Biographie
Avec l'équipe des États-Unis de volley-ball féminin, elle est médaillée d'argent olympique en 2012 à Londres.

## Clubs
| Club                        | De        | À         |
| --------------------------- | --------- | --------- |
| Nittany Lions de Penn State | 2005-2006 | 2008-2009 |
| Guangdong Evergrande        | 2009-2010 | 2009-2010 |
| Universal Modène            | 2010-2011 | jan 2013  |
| Eczacıbaşı Istanbul         | 2013-2014 | 2013-2014 |
| Fenerbahçe SK               | 2015-2016 | 2015-2016 |

## Palmarès

### Équipe nationale
- Jeux Olympiques
  -  2012 à Londres.
  -  2016 à Rio de Janeiro.
- Championnat du monde
  - Vainqueur : 2014.
- Grand Prix mondial
  - Vainqueur : 2012, 2015.
  - Finaliste : 2016.
- World Grand Champions Cup
  - Finaliste : 2013.
- Championnat d'Amérique du Nord
  - Vainqueur : 2013.

### Clubs
- Supercoupe de Turquie
  - Vainqueur: 2015.
  - Finaliste : 2013.

### Distinctions individuelles
- Grand Prix mondial de volley-ball 2015: 2e meilleure centrale[1].